# 中華民國鐵道部
中華民國鐵道部為國民政府統籌全國鐵道營運所設立的部會，隸屬於行政院。
該部會設有部長、政務次長、常任次長、參事、秘書、技監等職，另外還置總務司、財務司、業務司、工務司、會計處等單位。

## 历史
民初设立中華民國交通部，其路政司（局）管理全国铁路。
1928年10月23日国民政府下令设立铁道部，令交通部“将关于铁道行政一切事宜”移交该部“办理”。1928年11月1日铁道部正式成立，部址位于南京市中山北路东侧（抗战后为行政院）。1928年11月7日颁布铁道部组织法。设：
- 部长：孙科（1928.10－1931.05）、连声海（署理，1931.05－1931.12）、叶恭绰（1931.12－1932.02，未到职）、陳公博（1932.01－1932.02兼）、汪兆銘（1932.02－1932.03，兼）、顧孟餘（1932.03－1935.12）、張嘉璈（1935.12－1938.01）
- 政务次长：连声海、钱宗泽、曾养甫
- 常务次长：王征、刘展超、刘维炽、曾仲鸣、吕苾筹、曾镕浦
- 总务司 司長：陈延炯、张恩锽、叶家俊、李浩驹、谢奋程
  - 卫生处
  - 育才科科长周玑璋（中國共產黨地下党员）
- 理财司（财务司）司長：王征（兼）、任传榜、陈耀祖、张竞立
- 管理司（业务司）司長：蔡增基、关赓麟、俞棪、陈清文
  - 联运处
  - 统计处
- 建设司（工务司）司長：陈伯庄
- 秘书厅
  - 机要室
  - 编译室
  - 图书室
- 参事厅
  - 法制组
  - 审覆组
  - 编订组
  - 纂修组
- 技监室
- 鐵路警察管理局：1932年5月设立
- 车辆保管处：1933年1月设立

下设国有铁路管理局（委员会）
- 胶济铁路管理委员会
- 正太铁路整理委员会
- 道清铁路管理局
- 粤汉铁路完成委员会
- 平汉铁路管理局
- 北宁铁路管理局
- 津浦铁路管理局
- 广九铁路管理局
- 京沪杭甬铁路管理局
- 南浔铁路管理局
- 吉长铁路管理局
- 平绥铁路管理局
- 四洮铁路管理局
- 陇海铁路管理局

对“商办铁道”（“省有民有铁道”）有监督之责。中外合办铁路。
辖各铁路工程局（处）：
- 吉敦铁路工程局
- 沧石铁路工程局
- 包宁铁路工程局
- 粤汉铁路株韶段工程局
- 首都轮渡工程处
- 陇海铁路潼西段工程局
- 大潼铁路工程处
- 苏嘉铁路工程处
- 成渝铁路工程局
- 湘黔铁路工程局
- 湘桂铁路工程局
- 京贵铁路宣贵段工程局
- 川湘铁路筹备处
- 潼关黄河桥筹备处
- 滇缅铁路工程局（后并入滇缅铁路督办公署）

辖学校：
- 交通大学
  - 北平铁道管理学院
  - 唐山工程学院
- 扶轮中学：设于天津、郑州
- 扶轮小学：数十所

1932年5月，经行政院核准，铁道部成立路警管理局，掌理全国铁路警察事宜，管辖各路警务机关。朱暉日任局长，黄启光、陈艺馨为副局长。1932年7月，将各路局之警务课、警务处统一改组为警察署，统一各路警察机构的名称。警察署直属于路警总局。经呈准铁道部组织路警规章审订委员会，颁行职制、考成、待遇、教育、司法、勤务、消防、卫生、服械、会计等项规章23种。
1932年国民政府迁都洛阳，铁道部随迁，在南京设立办事处，关赓麟、陈耀祖、曾仲鸣为正副主任。1932年12月1日国民政府迁都南京，该部随迁。
因中華民國國父孫中山先生認為鐵道為中國實業振興之主要關鍵，奉行孫中山遺教為建國大綱的國民政府將鐵道部設定為擁有層級與位階相當高的部會。
1936年1月，国民政府军事委员会以铁路关系国防、军运为由，介入路警管理，将铁甲车队划入路警系统，并将路警管理局改为铁道部铁道队警总局，仍隶属铁道部，同时受军事委员会指挥。叶蓬为铁道部铁道队警总局局长。
铁道队警总局“掌理全国铁道队警事宜”。1937年3月18日，蒋介石令派蒋锄欧为路警局局长。3月19日，铁道部长张嘉璈面请蒋介石要求派铁道部专员陈广忠为路警局副局长。國民政府軍事委員會調查統計局督察处處长陈绍平担任副局长。 
1937年，中國抗日戰爭全面爆發，中國東北、南京、北平等中國多數高密度鐵路地區盡落入日本軍之手。1938年1月1日，該部裁撤，業務併入交通部路政司。铁道队警总局改为交通部队警总局，统辖铁道、交通、航路队警，兼为國民政府軍事委員會交通警备司令部。1940年起，仅存的铁路警防指挥，为戴笠领导的军委会水陆交通统一巡检处所取代，铁路警察被纳入了军统序列。1942年，铁路警察改隶于交通部交通巡查处，成立10个交通巡查总队。